# Barão de São João da Barra

Armas dos barões de São João da Barra.

Barão de São João da Barra é um título brasileiro criado por Pedro II do Brasil, por decreto de 25 de março de 1849, em favor de José Alves Rangel.
Titulares
1. José Alves Rangel;[1][2]
2. Francisco José Alves Rangel – 1.º visconde de São João da Barra.[2]